# PMUC
Le Pari Mutuel Urbain Camerounais (PMUC) est une société de paris hippiques basée à Douala. Elle est majoritairement détenue par des intérêts corses. Devenue l'un des principaux employeurs privés du pays, l'entreprise diffuse le journal Le Turf, et est reconnaissable à ses petits kiosques de pari, de couleur rose.

## Création
Le PMUC est créé en 1992 par Michel Tomi et Jean-Pierre Tosi, deux entrepreneurs corses proches de Charles Pasqua. Un protocole d'accord avec le gouvernement camerounais est signé le 11 novembre 1993, et un contrat de concession le 16 juin 1994, affichant pour objectif de diversifier les activités équestres du Cameroun. Ce protocole autorise le PMUC à exploiter sur le territoire camerounais les paris sur les courses de chevaux, tout en lui assignant deux objectifs : contribuer à la création d'emplois et d’autre part, contribuer à l’accroissement des sources de financement du budget de l’État.

## Évolution

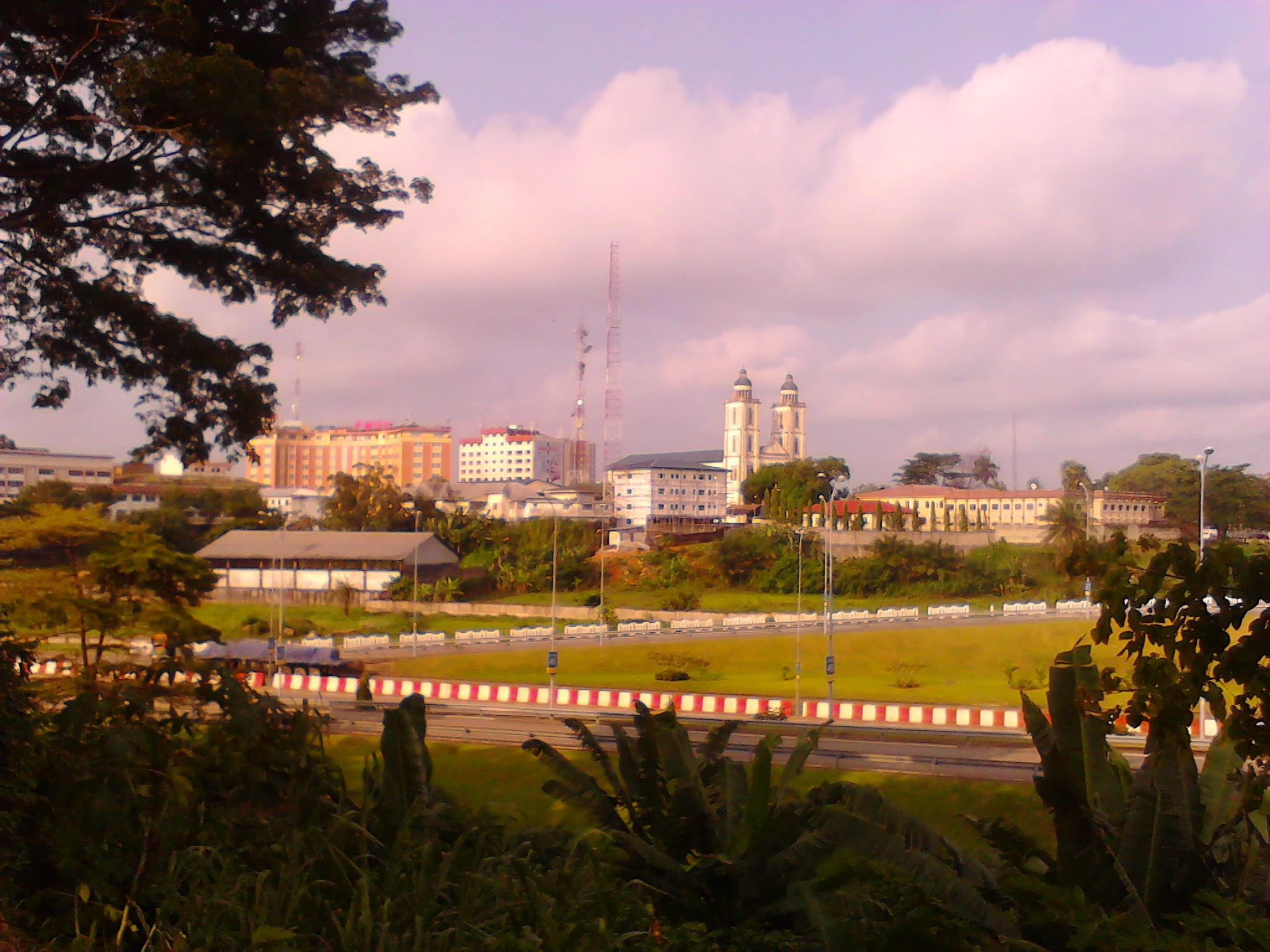
Le siège du PMUC, à gauche, près de la Cathédrale Saint-Pierre-et-Saint-Paul de Douala.

Le PMUC a ouvert ses portes le 27 janvier 1994, jour du Prix d'Amérique, remporté par le cheval Sea Cove drivé par le belge Jos Verbeeck.
Le PMUC est tout d'abord uniquement présent à Douala, avant de s'étendre, quatre mois plus tard, à Yaoundé. Suivent ensuite de nombreuses villes de provinces périphériques de Douala et Yaoundé.
Le 28 mars 1995, le PMUC installe des points de vente à l’Ouest et au Nord-Ouest, puis, le 2 avril 1996, il s'installe à Maroua, dans la province de l’Extrême-Nord et par la suite dans les villes périphériques de Maroua.
Par la suite, les implantations du PMUC au travers du pays se sont multipliés de 1996 à 1998, jusqu'à couvrir l'ensemble des provinces.
En juin 2003, l'archevêque de Douala signe un bail de trente ans pour louer le terrain adjacent à la cathédrale Saint-Pierre-et-Saint-Paul au PMUC : cette décision fait controverse, le PMUC étant soupçonné de servir ainsi les intérêts du régime présidentiel.

## Missions, fonctionnement et chiffre d'affaires
Le PMUC est un équivalent camerounais du PMU en France. Il gère la prise de paris hippiques sur tout le territoire camerounais, et diffuse gratuitement un journal intitulé Le Turf. Les paris démarrent (en 2018) à 100 francs CFA, ce qui les rend très populaires. Les courses jouées sont courues majoritairement en France. En revanche, la diversification vers d'autres formes de paris sportifs rencontre peu de succès. 
Les kiosques du PMUC, pour recueillir les paris, sont en tôle ou en bois, et de couleur rose. 
En 2009, le montant des paris pèserait pour 29 milliards de francs CFA au Cameroun, soit l'équivalent de 45 millions d'euros ; de plus le PMUC compte cette même année 739 salariés, et 1 800 revendeurs payés à la commission. Le PMUC est devenu l'un des principaux employeurs privés du pays. L’État camerounais détient 15 % de son capital. Le PMUC sponsorise de nombreuses manifestations de sport et de musique.
Le siège social, reconnaissable à son crépi de couleur saumon, se trouve à Douala, dans le quartier d'Akwa, sur un terrain appartenant originellement à l'église catholique.
En 2022, le PMUC diversifie ses actifs en lançant l'Africa Millions, une loterie panafricaine présente dans 8 pays au lancement le 26 mars 2022 puis les paris sportifs avec sa marque sport bet237 le 18 mai 2022. Enfin, la société diversifie ses canaux de prises de paris avec le lancement de l'USSD le 10 octobre 2022 et son premier site de paris sportifs le 16 février 2022 avec www.bet2africa.cm.

## Réception et controverses
La direction du PMUC par des Français a ravivé les controverses liées à la présence des anciens colonisateurs, et à l'exploitation des travailleurs Camerounais par la France : lors des émeutes de février 2008, 800 kiosques du PMUC ont été endommagés à travers tout le Cameroun, en raison de leur symbolisme d'exploitation des Camerounais par la France. En effet, très peu de Camerounais sont représentés parmi les instances décisionnaires du PMUC.
Les paris hippiques suscitent aussi le développement de réseaux de parieurs parallèles, et ont conduit des familles camerounaises à l'endettement et à la ruine. Les journaux camerounais sont fortement dépendants des recettes publicitaires versées par le PMUC, ce qui laisse à supposer que les controverses, en particulier celles relatives au statut très précaire des travailleurs commissionnés dont le statut est comparé à de l'esclavage, sont tues,.

### lien externe
- Site officiel